# Leucoperichaetium eremophilum
Leucoperichaetium eremophilum là một loài Rêu trong họ Grimmiaceae. Loài này được Magill mô tả khoa học đầu tiên năm 1981.